# 巴季基夫希納 (納羅季奇區)
51°4′12″N 28°59′4″E / 51.07000°N 28.98444°E
巴季基夫希納（烏克蘭語：Батьківщина），是烏克蘭北部的村莊，隸屬日托米爾州的科羅斯滕區。該村面積0.14平方公里，海拔高度146米，2001年人口1，人口密度每平方公里7.04人。